# Jonas Svensson (Fußballspieler)
Jonas Svensson (* 6. März 1993 in Verdal) ist ein norwegischer Fußballspieler. Der rechte Außenverteidiger steht seit Januar 2024 bei Beşiktaş Istanbul unter Vertrag.

## Laufbahn

### Verein
Jonas Svensson spielte schon in der Jugend bei Rosenborg Trondheim; zuvor war er in seinem Geburtsort bei Verdal IL und Levanger FB aktiv gewesen. Sein erstes Spiel in der Tippeligaen, der höchsten norwegischen Spielklasse, machte er am 10. April 2011, als ihn Trainer Jan Jönsson im Heimspiel gegen Lillestrøm SK in der 87. Minute für Daniel Fredheim Holm ins Spiel brachte. In der Folge konnte sich Svensson in der Mannschaft einen Stammplatz erarbeiten und absolvierte bis Ende 2016 160 Pflichtspiele für Rosenborg.
Ende Januar 2017 wechselte er zu AZ Alkmaar in die niederländische Eredivisie. In dreieinhalb Jahren in den Niederlanden absolvierte er 152 Pflichtspiele und erzielte dabei 7 Tore.
Im Sommer 2021 wechselte er in die Türkei zu Aufsteiger Adana Demirspor. Anfang Januar 2024 wechselte er ligaintern zu Beşiktaş Istanbul.

### Nationalmannschaft
Svensson nahm mit der norwegischen U-17-Auswahl 2009 an der Qualifikation zur U-17-Fußball-Europameisterschaft 2010 teil und lief mit der norwegischen U-19-Nationalmannschaft in der Qualifikation zur U-19-Fußball-Europameisterschaft 2012 auf.
Am 11. Oktober 2016 debütierte er für die norwegischen A-Nationalmannschaft beim 4:1-Sieg im WM-Qualifikationsspiel in Oslo gegen San Marino.

## Erfolge und Auszeichnungen
Rosenborg Trondheim
- Norwegischer Meister (2): 2015 und 2016
- Norwegischer Pokalsieger (2): 2015 und 2016

Individuelle Auszeichnungen
- Verteidiger des Jahres der Tippeligaen (2): 2015[5] und 2016[6]
- Spieler des Monats der Eredivisie: Januar 2018[7]